# آيت إبراهيم (آيت بوحدو آيت عيي)
آيت إبراهيم هو دُوَّار يقع بجماعة سيدي لامين، إقليم خنيفرة، جهة بني ملال خنيفرة في المملكة المغربية. ينتمي الدوّار لمشيخة آيت بوحدو آيت عيي التي تضم 7 دواوير. يقدر عدد سكانه بـ 199 نسمة حسب الإحصاء الرسمي للسكان والسكنى لسنة 2004.

## وصلات خارجية
- البوابة الوطنية للجماعات الترابية
- المندوبية السامية للتخطيط